# Esplosione di Caphiridzange
L’esplosione di Caphiridzange è stato un incidente verificatosi il 17 novembre 2016, nella città di Caphiridzange, nella provincia di Tete, in Mozambico quando una petroliera esplose provocando la morte di 80 persone e il ferimento di oltre 100 altre persone. La petroliera era in viaggio verso il Malawi all'epoca e trasportava 30 000 litri di benzina. Il 19 novembre, il governo ha dichiarato tre giorni di lutto nazionale per rendere omaggio alle vittime.